# RSPH10B
RSPH10B‏ (Radial spoke head 10 homolog B2) هوَ بروتين يُشَفر بواسطة جين RSPH10B في الإنسان.